# Kanton Mées
Kanton Mées (franc. Canton des Mées) – kanton w okręgu Digne-les-Bains w departamencie Alpy Górnej Prowansji (franc. Alpes-de-Haute-Provence) w regionie Prowansja-Alpy-Lazurowe Wybrzeże (franc. Provence-Alpes-Côte d’Azur). W jego skład wchodzi 6 gmin:
- Entrevennes
- Malijai
- Les Mées
- Le Castellet
- Oraison
- Puimichel[2]

W kantonie w 2012 roku zamieszkiwało 11 795 osób.